# Los Angeles County
Das Los Angeles County ist ein County im Süden des US-Bundesstaates Kalifornien. Mit 10.014.009 Einwohnern ist es (Stand: 2020) das bevölkerungsreichste County der Vereinigten Staaten. Auf 10.517 Quadratkilometern umfasst es 88 selbstverwaltete Städte und viele gemeindefreie Gebiete. Verwaltungssitz ist Los Angeles.
Die Küstenregion des Countys ist sehr städtisch geprägt. Im Santa Clarita Valley und insbesondere in der nördlichen Hälfte des Countys ist die Bevölkerungsdichte dagegen noch gering, wenngleich die dort gelegenen Städte Lancaster und Palmdale seit den 1990er Jahren stark gewachsen sind.

## Geographie

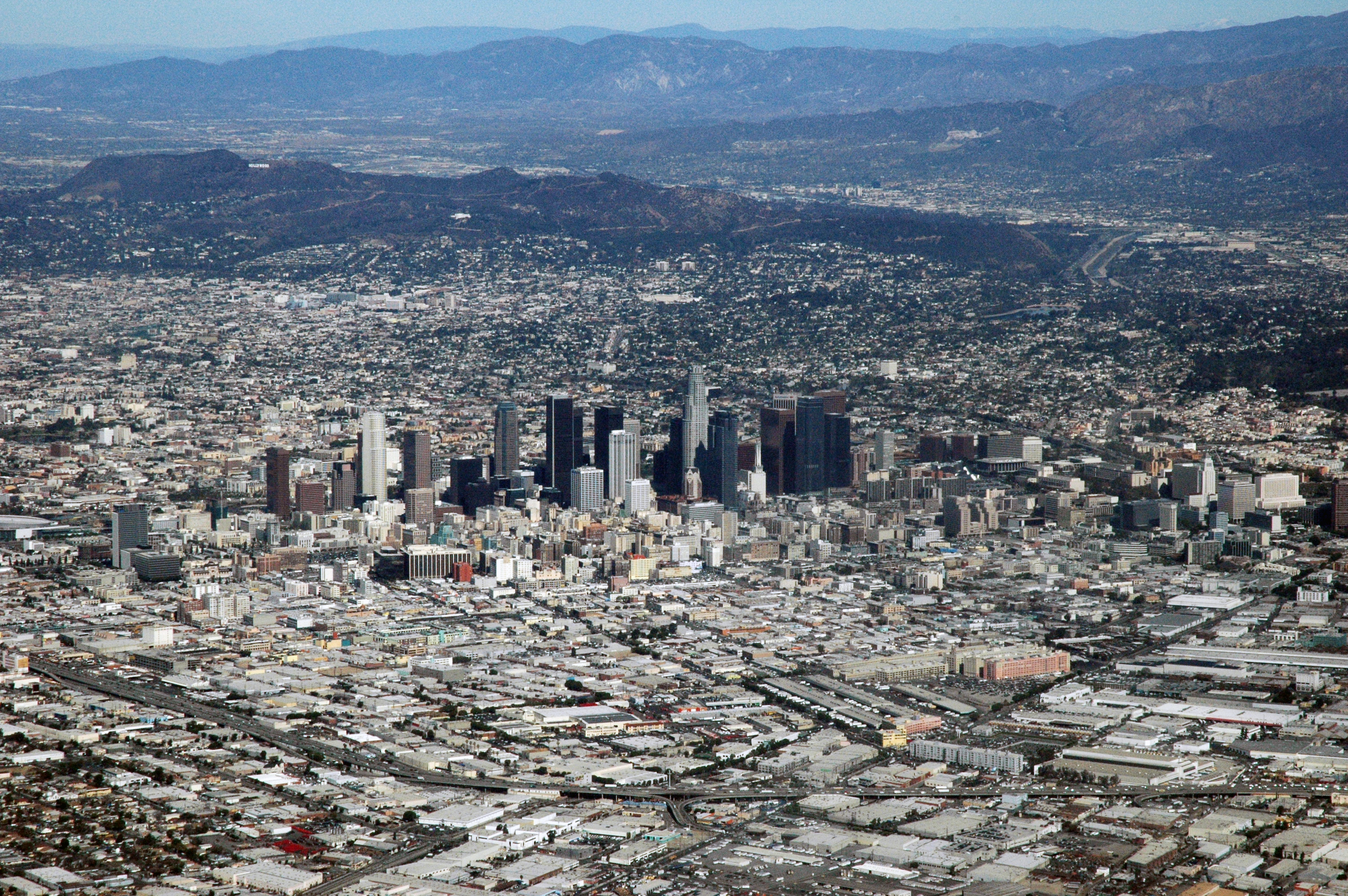
Blick über Los Angeles und das Los Angeles County

Im Landesinneren des Countys fließen der Los Angeles River, der Rio Hondo, der San Gabriel River und der Santa Clara River. Als Gebirge heben sich von den Rocky Mountains die Santa Clara Mountains und die San Gabriel Mountains ab. Zum County gehören auch die Inseln San Clemente Island und Santa Catalina Island. Ein Großteil der Küste grenzt an die Bucht von Santa Monica. Das County grenzt an den Pazifischen Ozean und im Uhrzeigersinn an die Countys Ventura County, Kern County, San Bernardino County und Orange County.

## Geschichte
Das Los Angeles County war eines der ersten Countys in Kalifornien; es wurde 1850 gegründet. Teile des ursprünglichen Countys gingen später an das San Bernardino County (1853), das Kern County (1866) und das Orange County (1899).

## Parks und andere Sehenswürdigkeiten
Der größte Park im County ist der Griffith Park. Das County ist außerdem bekannt für die Rose Parade in Pasadena sowie den jährlichen Los Angeles County Fair in Pomona. Im Los Angeles County liegen zehn National Historic Landmarks. Insgesamt sind 519 Bauwerke und Stätten des Countys im National Register of Historic Places eingetragen.

## Demografische Daten

### Volkszählungen
Laut der Volkszählung im Jahr 2000 lebten im Los Angeles County 9.519.338 Menschen, bei 3.133.774 Haushalten und 2.137.233 Familien. Die Bevölkerungsdichte betrug 905 Einwohner pro Quadratkilometer. Nach Ethnien aufgeteilt setzte sich die Bevölkerung zusammen aus 48,71 % Weißen, 9,78 % Afroamerikanern, 0,81 % amerikanischen Ureinwohnern, 11,95 % Asiaten, 0,28 % Bewohnern aus dem pazifischen Inselraum und 23,53 % anderer Ethnien; 4,94 % stammten von zwei oder mehr Ethnien ab. 44,56 % der Bevölkerung waren spanischer oder lateinamerikanischer Abstammung.
Von den 3.133.774 Haushalten hatten 36,80 % Kinder und Jugendliche unter 18 Jahre, die bei ihnen lebten. 47,60 % waren verheiratete, zusammenlebende Paare, 14,70 % waren alleinerziehende Mütter. 31,80 % waren keine Familien. 24,60 % waren Singlehaushalte und in 7,10 % lebten Menschen im Alter von 65 Jahren oder darüber. Die Durchschnittshaushaltsgröße betrug 2,98 und die durchschnittliche Familiengröße 3,61 Personen.

Alterspyramide des Los Angeles Countys

Auf das gesamte County bezogen setzte sich die Bevölkerung zusammen aus 28,00 % Einwohnern unter 18 Jahren, 10,30 % zwischen 18 und 24 Jahren, 32,60 % zwischen 25 und 44 Jahren, 19,40 % zwischen 45 und 64 Jahren und 9,70 % waren 65 Jahre alt oder darüber. Das Durchschnittsalter betrug 32 Jahre. Auf 100 weibliche Personen kamen 97,70 männliche Personen, auf 100 Frauen im Alter ab 18 Jahren kamen statistisch 95,00 Männer.
Das jährliche Durchschnittseinkommen eines Haushalts betrug 42.189 US-Dollar, das Durchschnittseinkommen der Familien betrug 46.452 US-Dollar. Männer hatten ein Durchschnittseinkommen von 36.299 US-Dollar, Frauen 30.981 US-Dollar. Das Pro-Kopf-Einkommen betrug 20.683 US-Dollar. 17,90 % Prozent der Bevölkerung und 14,40 % der Familien lebten unterhalb der Armutsgrenze. 24,20 % davon der Betroffenen waren unter 18 Jahre und 10,50 % 65 Jahre oder älter.

### Städte
Im Los Angeles County befinden sich 88 selbstverwaltete Städte (Citys):
- Agoura Hills
- Alhambra
- Arcadia
- Artesia
- Avalon
- Azusa
- Baldwin Park
- Bell
- Bell Gardens
- Bellflower
- Beverly Hills
- Bradbury
- Burbank
- Calabasas
- Carson
- Cerritos
- Claremont
- Commerce
- Compton
- Covina
- Cudahy
- Culver City
- Diamond Bar
- Downey
- Duarte
- El Monte
- El Segundo
- Gardena
- Glendale
- Glendora
- Hawaiian Gardens
- Hawthorne
- Hermosa Beach
- Hidden Hills
- Huntington Park
- Industry
- Inglewood
- Irwindale
- La Cañada Flintridge
- La Habra Heights
- La Mirada
- La Puente
- La Verne
- Lakewood
- Lancaster
- Lawndale
- Lomita
- Long Beach
- Los Angeles
- Lynwood
- Malibu
- Manhattan Beach
- Maywood
- Monrovia
- Montebello
- Monterey Park
- Norwalk
- Palmdale
- Palos Verdes Estates
- Paramount
- Pasadena
- Pico Rivera
- Pomona
- Rancho Palos Verdes
- Redondo Beach
- Rolling Hills
- Rolling Hills Estates
- Rosemead
- San Dimas
- San Fernando
- San Gabriel
- San Marino
- Santa Clarita
- Santa Fe Springs
- Santa Monica
- Sierra Madre
- Signal Hill
- South El Monte
- South Gate
- South Pasadena
- Temple City
- Torrance
- Vernon
- Walnut
- West Covina
- West Hollywood
- Westlake Village
- Whittier

### Census-designated places
Weitere 54 Orte wurden zu statistischen Zwecken als sogenannte census-designated places (CDPs) definiert:
- Acton
- Agua Dulce
- Alondra Park
- Altadena
- Avocado Heights
- Castaic
- Charter Oak
- Citrus
- Del Aire
- Desert View Highlands
- East Los Angeles
- East Pasadena
- East Rancho Dominguez
- East San Gabriel
- East Whittier
- Elizabeth Lake
- Florence-Graham
- Green Valley
- Hacienda Heights
- Hasley Canyon
- La Crescenta-Montrose
- Ladera Heights
- Lake Hughes
- Lake Los Angeles
- Lennox
- Leona Valley
- Littlerock
- Marina del Rey
- Mayflower Village
- North El Monte
- Pepperdine University
- Quartz Hill
- Rose Hills
- Rowland Heights
- San Pasqual
- South Monrovia Island
- South San Gabriel
- South San Jose Hills
- South Whittier
- Stevenson Ranch
- Sun Village
- Topanga
- Val Verde
- Valinda
- View Park-Windsor Hills
- Vincent
- Walnut Park
- West Athens
- West Carson
- West Puente Valley
- West Rancho Dominguez
- West Whittier-Los Nietos
- Westmont
- Willowbrook

## Universitäten

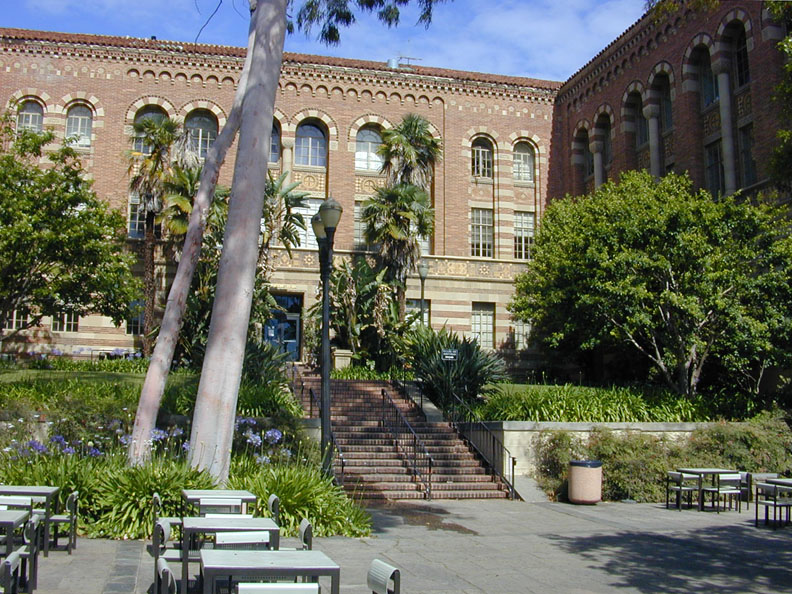
Moore Hall bei der UCLA

- American Jewish University, (AJULA), Los Angeles
- Azusa Pacific University, Azusa
- Biola University, La Mirada
- California Institute of Technology, (Caltech), Pasadena
- California State Polytechnic University, Pomona, (Cal Poly Pomona), Pomona
- California State University, Dominguez Hills, (CSUDH), Carson
- California State University, Bakersfield, Lancaster
- California State University, Long Beach, (CSULB), Long Beach
- California State University, Los Angeles, (CSULA), Los Angeles
- California State University, Northridge, (CSUN), Northridge (Los Angeles)
- Claremont Graduate University, (CGU), Claremont
- Loyola Marymount University, (LMU), Westchester (Los Angeles)
- Pepperdine University, Malibu
- Southern California University of Health Sciences, Whittier
- Southwestern University School of Law, Los Angeles
- University of California, Los Angeles, (UCLA) Westwood (Los Angeles)
- University of La Verne, La Verne
- University of Southern California, (USC), University Park (Los Angeles)
- University of the West, (UWest), Rosemead
- Western University of Health Sciences, Pomona
- Woodbury University, Burbank